# Isabella (comté de Fayette, Pennsylvanie)
Pour les articles homonymes, voir Isabella.
Isabella est un lieu peuplé situé dans le township de Luzerne, dans le comté de Fayette, en Pennsylvanie, aux États-Unis. Il est situé à une altitude estimée à 281 mètres. 